# Fuerza de Defensa Nacional de Burundi
La Fuerza de Defensa Nacional de Burundi (en francés: Force de Défense Nationale du Burundi; FDNB) es la organización militar estatal responsable de la defensa de Burundi. La FDNB se compone de un ejército de tierra, una fuerza aérea y una marina, aunque estas dos últimas son, en realidad, unidades especializadas del Ejército.
Un Estado Mayor General (en francés: État-Major Général) comanda las fuerzas armadas, compuesto por un Estado Mayor Conjunto (en francés: État-Major inter-armes); un Estado Mayor de formación del personal (en francés: État-Major de la Formation) y un Estado Mayor de logística del personal (en francés: État-Major de la Logistique). Existen comandos navales y de aviación, así como unidades especializadas.

## Historia

### Época precolonial (1688-1890)
Durante la época precolonial, la defensa de la soberanía del Reino de Burundi estuvo a cargo de la guardia guerrera del Rey. Fue bajo el gobierno del Rey Ntare IV (1796-1850) que Burundi logró sus fronteras actuales.
Aunque el rey Mwezi IV resistió a las invasiones de los esclavistas árabes, en 1903, tras una larga resistencia, tuvo que capitular ante los colonizadores alemanes, que incluyeron a Burundi dentro del África Oriental Alemana.

### Época colonial (1890-1962)
Bajo el dominio colonial belga, el estatus de Ruanda-Urundi como mandato de la Sociedad de Naciones estableció límites al reclutamiento para el servicio militar. En cambio, Ruanda-Urundi estaba guarnecida por una pequeña unidad de la Force Publique reclutada en el Congo Belga, la cual combinaba su papel militar con el gendarmería. Sus miembros eran conocidos popularmente como Bamina en Burundi, debido a la base militar de Kamina en Congo. En medio de la independencia del Congo, la administración colonial estableció la Guardia Nacional de Burundi (en francés: Garde Nationale Burundaise) en 1960. Estaba formado por 650 hombres, reclutados por igual de los grupos étnicos hutu y tutsi (aunque los tutsis estaban formados principalmente por miembro del subgrupo hima).

### Independencia e historia temprana (1962-1993)
Una vez el Reino de Burundi consiguió su independencia en 1962, la fuerza pasó a llamarse Ejército Nacional de Burundi (en francés: Armée Nationale Burundaise) y asumió una función puramente militar, siendo organizado en ocho pelotones. La función de gendarmería fue asignada a una autoridad civil llamada Gendarmería Nacional (en francés: Gendarmerie nationale) después de la independencia en 1962; sin embargo, se reintegró al Ejército el 7 de marzo de 1967. Mediante el Decreto Real n.º 001/614, del 27 de enero de 1965, el Ejército Nacional pasó a llamarse Fuerzas Armadas (en francés: Forces Armées; FA).

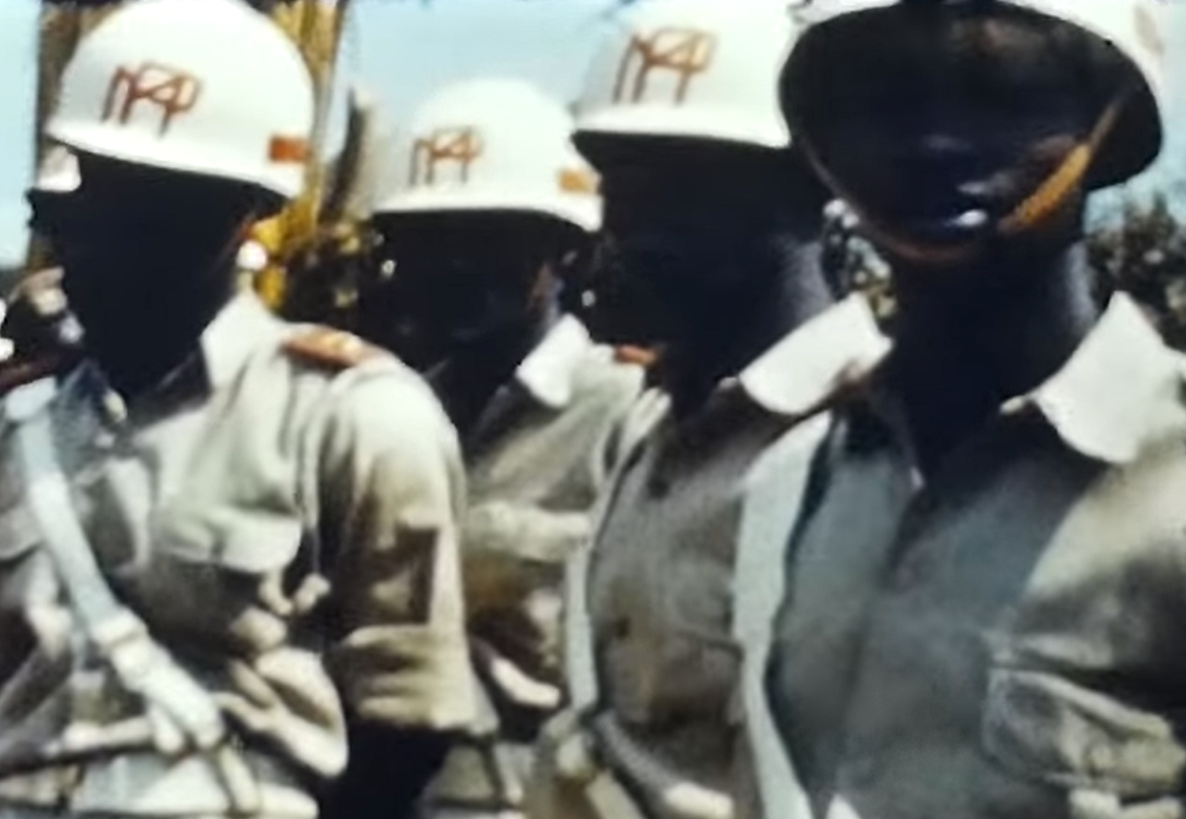
Soldados burundeses (con cascos M1) en la ceremonia de coronación del rey Ntare V, el 1 de septiembre de 1966.

En octubre de 1965 un intento de golpe de Estado llevado a cabo por la policía dominada por los hutus fracasó. El ejército, dominado por los tutsis, entonces dirigido por el capitán Michel Micombero, purgó a los hutus de sus fialas y llevó a cabo ataques de represalia que cobraron la vida de hasta 5.000 personas en un antecedente de los genocidios de Burundi.
El Rey Mwambutsa IV, que había huido del país durante el intento de golpe de Estado en octubre, fue derrocado por un golpe de Estado en julio de 1966, que llevó a su hijo, el príncipe heredero Charles Ndizeye, a convertirse en rey como Ntare V. Micombero fue designado primer ministro, pero las fricciones entre este y el monarca llevaron a un nuevo golpe de Estado en noviembre de 1966, en el se depuso a Ntare, fue abolida la monarquía y se declaró la nación como una República. Micombero estableció una dictadura militar con la Unión para el Progreso Nacional (UPRONA) como partido único. Como presidente, Micombero se convirtió en un defensor del socialismo africano y recibió apoyo de China, imponiendo un régimen acérrimo de ley y orden que reprimió duramente el militarismo hutu. Comisionado por el Consejo Nacional de la Revolución, Micombero fue nombrado Teniente General, el primero en la historia del país, y, a su vez, designó a Thomas Ndabemeye como Mayor General. Ellos dos fueron los únicos generales de la Primera República. Tras la reintegración de la Gendarmería en 1967, las Fuerzas Armadas pasaron a denominarse Fuerzas Armadas de Burundi (en francés: Forces Armées Burundaises; FAB), con Albert Shibura como su primer Jefe del Estado Mayor.
En 1972, el ejército y el gobierno de Burundi, dominados por los tutsis, llevaron a cabo una serie de matanzas en masa, la Ikiza, a menudo caracterizada como un genocidio, principalmente contra hutus educados que vivían en el país.   Las estimaciones conservadoras sitúan el número de muertos por las masacres entre 100.000 y 150.000, mientras que algunas estimaciones del número de muertos llegan a 300.000. Esto incluyó una purga de todos los hutus y algunos tutsis políticamente desfavorables del ejército, disminuyendo su número de efectivos a 2.300. El 30 de diciembre de 1974 se creó la división naval.
En 1981-82, el Instituto Internacional de Estudios Estratégicos (IISS) estimó que las fuerzas armadas de Burundi contaban con 6.000 efectivos, con 2 batallones de infantería, 1 batallón aerotransportado, 1 batallón de comando y una compañía de vehículos blindados. La misma estimación se repitió en la edición de 1988-1989, excepto que la cifra de fuerza se redujo a 5.500.

### La Guerra Civil (1993-2005)
En 1993, el presidente hutu Melchior Ndadaye fue elegido en las elecciones presidenciales del 1 de junio y prestó juramento el 10 de julio. El 21 de octubre, una facción de las Fuerzas de Defensa Nacional dominada por los tutsis, encabezada por el jefe de Estado Mayor, el teniente coronel Jean Bikomagu, el expresidente Jean-Baptiste Bagaza y el exministro del Interior François Ngeze, intentaron un golpe de Estado, provocando el asesinato de Ndadaye y muchas otras víctimas. Tras el golpe, Ngeze (un destacado miembro hutu de la UPRONA) fue instalado como nuevo presidente. Sin embargo, ante la condena generalizada, los líderes del ejército instaron a los políticos civiles a retomar el control. En consecuencia, la primera ministra Sylvie Kinigi fue designada como presidenta interina el 27 de octubre.
La investigación de la ONU de 1996 nombra tres unidades; el párrafo 122-3 indica que en el momento del golpe de octubre, el 2e Commando era la guardia presidencial y el 1er Parachutiste y el 11e Blinde eran las unidades involucradas en el golpe. (El párrafo 115 señala que algunos oficiales del 2e Comando estuvieron involucrados previamente en un intento de golpe de Estado en julio, antes de que Ndadaye prestara juramento, pero presumiblemente en octubre se pensaba que la unidad era leal). Además, el embajador de Estados Unidos, Bob Krueger, menciona en su libro que miembros del 1.er Batallón de Paracaidistas estuvieron activos durante el golpe.
El intento de golpe desencadenó una ola de violencia étnica y la Guerra Civil de Burundi, que duró de 1993 a 2005 y mató a unas 300.000 personas. Los Acuerdos de Arusha pusieron fin a 12 años de guerra y detuvieron décadas de asesinatos étnicos: La constitución de 2005 proporcionó representación garantizada tanto para hutu como para tutsi, y las elecciones legislativas de 2005 llevaron a Pierre Nkurunziza, del hutu FDD, a convertirse en presidente; por otra parte, las Fuerzas Armadas de Burundi adquirieron su nombre actual: Fuerza de Defensa Nacional de Burundi. Según un informe de 2004 de Child Soldiers International, el ejército de Burundi utilizó niños soldados reclutados. Los niños en el servicio militar estaban sujetos a tribunales militares que no cumplían las normas del derecho internacional.

### Época actual (2005-)

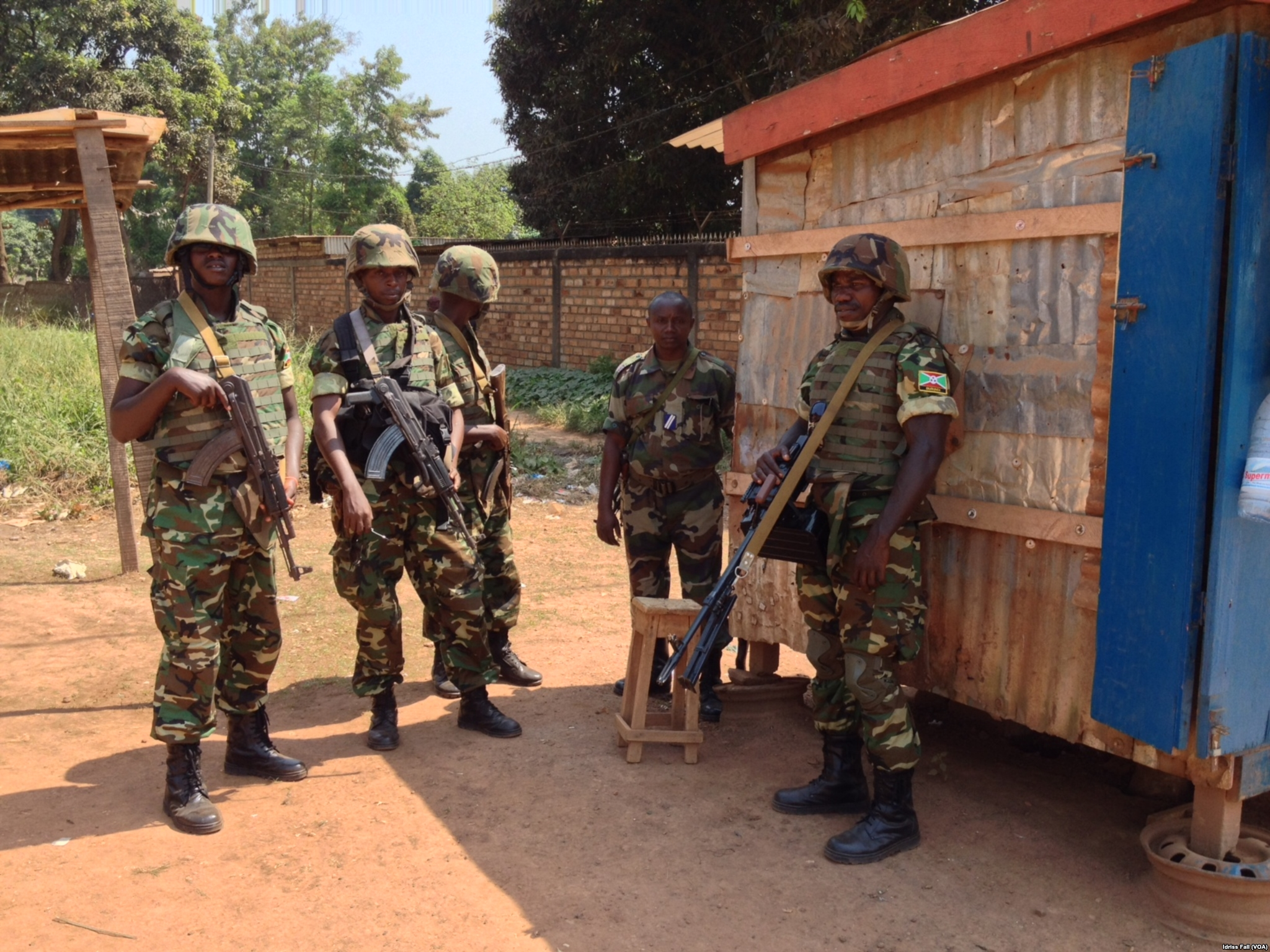
Tropas burundesas de la Fuerza Multinacional Centroafricana en la República Centroafricana en 2014.

Las fuerzas armadas han desplegado un número significativo de tropas en la Misión de la Unión Africana en Somalia desde que el 1 de febrero de 2007, Burundi se comprometió con la misión y prometió enviar hasta 1.000 soldados. El 27 de marzo, se confirmó que se enviarían 1.700 tropas burundesas a Somalia. En 2011, el IISS estimó que allí estaban desplegados tres batallones burundeses.
A raíz de los disturbios en Burundi en 2015, el personal tuvo que elegir entre apoyar al presidente Pierre Nkurunziza, con quien algunos lucharon cuando era comandante militar, u oponerse a él. Según analistas, el intento de golpe de Estado llevado a cabo por el Mayor General Godefroid Niyombare ese año, «destacó claramente la falta de apoyo unificado de Nkurunziza entre sus jefes militares».El 121e Régiment de Parachutistes fue mencionado en artículos de noticias franceses como una de las unidades que apoyaron el intento de golpe de Estado. Tras el golpe y las posteriores elecciones, el Jefe del Estado Mayor de las Fuerzas Armadas, el Mayor General Prime Niyongabo, sobrevivió a un intento de asesinato el 11 de septiembre de 2015.

## Estructura
Las fuerzas del ejército en 2011 incluían, según estimaciones del IISS, 2 batallones (escuadrones) blindados ligeros, siete batallones de infantería y compañías independientes; y batallones de artillería, ingenieros y defensa aérea (se informaron SAM portátiles SA-7 'Grail' y cañones de 14,5 mm, 23 mm y 37 mm). Por separado se informó sobre el 22.º batallón de comando de Guitega y el 124.º batallón de comando de Buyumbura. A pesar de que transcurrieron otros seis años, la lista de 2017 del Balance Militar se mantuvo esencialmente sin cambios, excepto por un aumento en el tamaño a unos 30.000 y la adición de diez batallones de infantería de reserva.

## Grados e insignias
La siguiente es la lista de grados e insignias de la FDNB:

### Oficiales
| OFICIALES | OFICIALES                        | OFICIALES                                            | OFICIALES                                  | OFICIALES                                                 | OFICIALES                | OFICIALES                                             | OFICIALES            | OFICIALES                  | OFICIALES                    | OFICIALES                              |
| --------- | -------------------------------- | ---------------------------------------------------- | ------------------------------------------ | --------------------------------------------------------- | ------------------------ | ----------------------------------------------------- | -------------------- | -------------------------- | ---------------------------- | -------------------------------------- |
| Burundi   | Oficiales generales / de bandera | Oficiales generales / de bandera                     | Oficiales generales / de bandera           | Oficiales generales / de bandera                          | Oficiales superiores     | Oficiales superiores                                  | Oficiales superiores | Oficiales subalternos      | Oficiales subalternos        | Oficiales subalternos                  |
| Burundi   |                                  |                                                      |                                            |                                                           |                          |                                                       |                      |                            |                              |                                        |
| Grado     | General Général Jenerai          | Teniente general Lieutenant-général Riyetena jenerai | Mayor general Général-major Jenerai majoro | General de brigada Général de brigade Jenerai wa birigade | Coronel Colonel Koroneri | Teniente coronel Lieutenant-colonel Riyetena koroneri | Mayor Major Majoro   | Capitán Capitaine Kapitene | Teniente Lieutenant Riyetena | Subteniente Sous-lieutenant Suriyetena |
| Abrev.    | GR                               | TG                                                   | MG                                         | BG                                                        | CR                       | TC                                                    | MY                   | CT                         | TE                           | ST                                     |

### Suboficiales
| OFICIALES | OFICIALES                                | OFICIALES                                       | OFICIALES               | OFICIALES                                                                     | OFICIALES                                                  | OFICIALES               | OFICIALES                                     | OFICIALES        | OFICIALES                                                                   | OFICIALES                                                                    |
| --------- | ---------------------------------------- | ----------------------------------------------- | ----------------------- | ----------------------------------------------------------------------------- | ---------------------------------------------------------- | ----------------------- | --------------------------------------------- | ---------------- | --------------------------------------------------------------------------- | ---------------------------------------------------------------------------- |
| Burundi   | Suboficiales superiores                  | Suboficiales superiores                         | Suboficiales superiores | Suboficiales superiores                                                       | Suboficiales júnior                                        | Suboficiales júnior     | Suboficiales júnior                           | Alistados        | Alistados                                                                   | Alistados                                                                    |
| Burundi   |                                          |                                                 |                         |                                                                               |                                                            |                         |                                               |                  |                                                                             |                                                                              |
| Grado     | Mayor Adjunto Adjudant-major Ajida shefu | Suboficial principal Adjudant-chef Ajida majoro | Ayudante Adjudant Ajida | Sargento mayor primero Première sergent major Sereja majoro mu murwi wa mbere | Sargento primero Première sergent Sereja mu murwi wa mbere | Sargento Sergent Sereja | Caporal principal Caporal-chef Kaporari shefu | Caporal Kaporari | Soldado de primera clase Soldat de 1ère classe Umusoda wo mu murwi wa mbere | Soldado de segunda clase Soldat de 2ème classe Umusoda wo mu murwi wa kabiri |
| Abrev.    | GR                                       | TG                                              | MG                      | BG                                                                            | CR                                                         | TC                      | MY                                            | CT               | TE                                                                          | ST                                                                           |